# Bibliothèque des Cèdres
La bibliothèque des Cèdres, surnommée « la bibliothèque des Pasteurs », est une bibliothèque de la ville de Lausanne, en Suisse.

## Histoire
La première mention de la bibliothèque remonte au 7 juin 1849, comme dépendant de la faculté de théologie de l'Église évangélique libre du canton de Vaud, fondée en novembre 1846 notamment par Alexandre Vinet. En 1864, faute de place, la faculté et la bibliothèque déménagent dans un nouvel immeuble situé au chemin des Cèdres, chemin qui va ensuite donner son nom à la bibliothèque. Le bâtiment accueille la faculté de l'église évangélique libre (surnommée la Môme) jusqu'en 1966, date à laquelle, à la suite de la réunion des Églises libre et nationale. 
Au fil des ans, la bibliothèque des Cèdres va évoluer pour progressivement devenir un lieu ayant « pour but de favoriser la recherche » en théologie, comme en témoignent ses achats principalement orientés sur les ouvrages de théologie pratique. 
Classée comme bien culturel suisse d'importance nationale, la bibliothèque est cependant remise en cause en 2010 à la suite de la numérisation d'une part importante de son fonds et du transfert des ouvrages au centre de Dorigny de la Bibliothèque cantonale et universitaire de Lausanne. Finalement, la bibliothèque des Cèdres est fermée le 14 mars 2011 pour rénovation. Sa réouverture est annoncée pour 2026.

## Personnalités liées à ce site
Parmi les étudiants de la faculté de théologie de l'église libre, on peut citer Lydia von Auw (études entre 1917 et 1924), première femme pasteure du canton de Vaud et deuxième de Suisse romande. Jean Richardot, pasteur cévenole et père du journaliste Jean-Pierre Richardot, y a également enseigné dans la première moitié du XXe siècle.